# 溫迪希爾斯 (肯塔基州)
溫迪希爾斯（英語：Windy Hills）是一個位於美國肯塔基州傑佛遜縣的城市。

## 地方資料
根據2020年美國人口普查的數據，溫迪希爾斯的面積為2.39平方千米，當中陸地面積為2.38平方千米，而水域面積為0.01平方千米。當地共有人口2427人，而人口密度為每平方千米1,015.48人。